# Huisbibliotheek
Een huisbibliotheek is een verzameling boeken of data die meestal toebehoort aan één persoon, een bibliofiel, met als locatie de woonplaats van de eigenaar. Een huisbibliotheek kan deel uitmaken van een huisarchief. Men kan een huisbibliotheek ook omschrijven als een privé-bibliotheek van bescheiden omvang.

## Situering

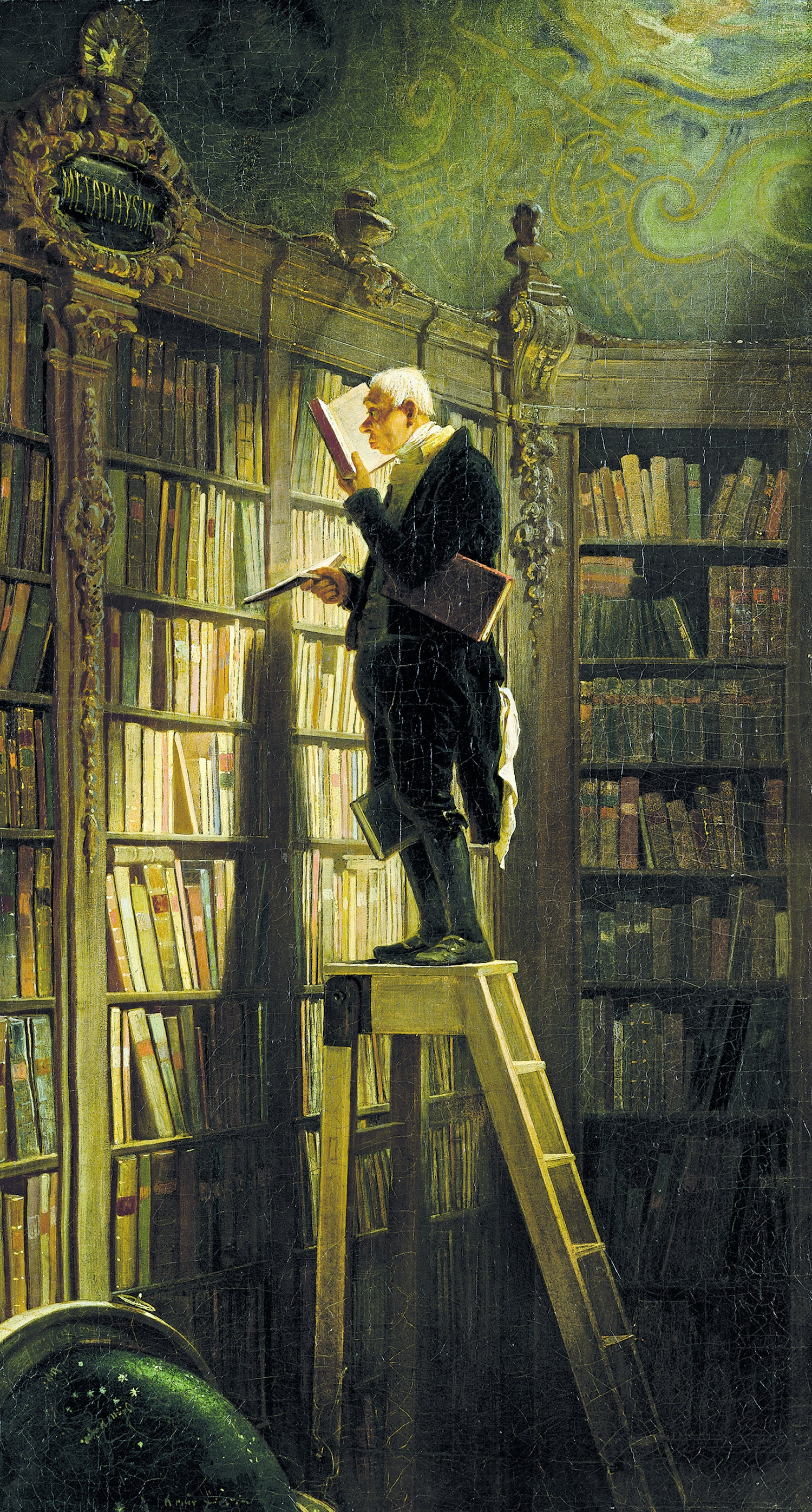
Der Bücherwurm (ned: De boekenworm) parodiërend schilderij van een bibliofiel in zijn huisbibliotheek (±1850 door Carl Spitzweg)

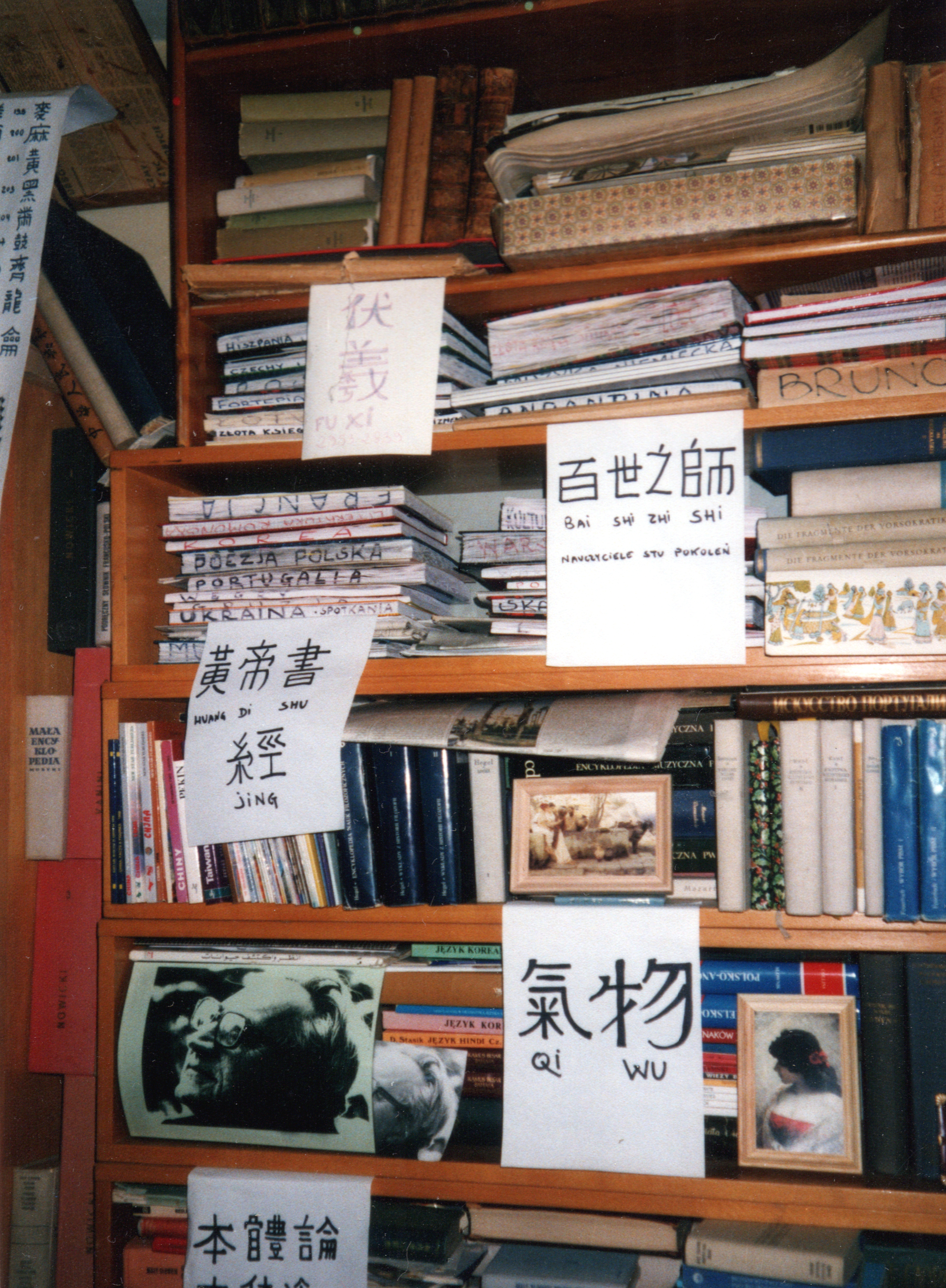
Een deel van de bibliotheek van de Poolse filosoof en vrijdenker Andrzej Nowicki in Warschau met secties genoemd in Chinees - fot. Ivonna Nowicka

De huisbibliotheek kan als ondersteuning van studiewerk thuis aangewend worden. Men hoeft zo niet naar een openbare bibliotheek omdat de boeken altijd binnen handbereik zijn. De boekencollectie weerspiegelt altijd de voorkeur en de belangstelling van de lezer. De verzameling kan door de eigenaar in zijn geheel bij legaat na diens dood geschonken worden aan een openbare dienst of ondergebracht worden in een stichting met de naam van de schenker.

Een schrijver heeft meestal een werkkamer of atelier verbonden aan zijn privébibliotheek als oord van stilte en inspiratie. Zo 'n kamer verschaft volgens de Oude Grieken de geprivilegieerde lezer euthymia of welzijn van de ziel, door Seneca vertaald als tranquillitas. In zijn werkkamer in Antium aan zee vermaakte Cicero zich in de eerste eeuw na Christus met zijn boeken waarvan hij een aardige voorraad bezat. Hij schreef aan zijn vriend Atticus:Lezen en schrijven in mijn privébibliotheek schenken mij geen troost, maar afleiding. Afleiding van het lawaai van de wereld. Een plek om na te denken. In de 15e eeuw in het Caïro der mammeluken schreven onvermogende studenten boeken over om hun huisbibliotheek te vullen, om het uit het hoofd te leren en om het thuis rustig te bestuderen. Machiavelli maakte het liefst 's avonds gebruik van zijn huisbibliotheek. Hij kon dan optimaal genieten van de kenmerken die de relatie bepalen tussen een lezer en zijn boeken: intimiteit en ontspannen gedachten. Hij schreef: Gedurende vier avondlijke uren vergeet ik dan de wereld om mij heen, schud de dagelijkse beslommeringen van mij af, voel geen armoede meer, beef niet meer uit angst voor de dood: ik betreed de antieke hoven van de ouden.
 
In Valladolid kan men nog altijd de bibliotheek van Cervantes bezoeken in een woning waar hij van 1602 tot 1605 gewoond heeft. Verlaten nog intacte huisbibliotheken herbergen nog steeds de schaduw van de schrijvers die er gewerkt hebben en hun afwezigheid waart er rond.

De Argentijnse schrijver Alberto Manguel bouwde in 2001 een nieuwe huisbibliotheek aan een bestaande middeleeuwse pastorij in het Franse Poitou die een 30 000 titels bevat. De bibliotheek houdt het midden tussen de Long Hall Library van Vita Sackville-West in Sissinghurst en de bibliotheek van Manguels middelbare school in Buenos Aires. De schrijver wilde een vertrek met lambriseringen van donker hout, met een zachte lichtinval en gemakkelijke stoelen, en een kleiner aangrenzend vertrek voor zijn schrijftafel en naslagwerken.

## Bekende huisbibliotheken
Michaël Zeeman bezat op zijn Romeins appartement een uitgebreide boekenverzameling met vooral boeken over filosofie, de Tweede Wereldoorlog, occultisme en poëzie. Bij zijn dood trof men een waar boekendepot aan van 40 000 boeken. Bij Zeeman leidde lezen tot denken en denken tot schrijven.
 
Een bekende boekenverzameling is de Amsterdamse Bibliotheca Philosophica Hermetica van zakenman Joost Ritman aan de Keizersgracht met christelijke, joodse en Arabische werken. Boudewijn Büch bracht zijn tijd bij voorkeur door in zijn herenhuis aan de Amsterdamse Keizersgracht, dat hij tot een drie verdiepingen tellende bibliotheek in empirestijl had omgetoverd. Zijn collectie boeken, waaronder zeer zeldzame exemplaren, besloeg rond de 100.000 banden.

In Nederland organiseerde de eigenaars van grote particuliere huisbibliotheken zich in 1994 in het 
Nederlands Genootschap van Bibliofielen.
De volgende personen zijn bekend van hun uitgebreide huisbliotheek:
- Rob Aardse
- G.J. Boekenoogen
- Boudewijn Büch
- Max Dohle
- Ekke Fransema

- Abraham Horodisch
- Antonius van der Linde
- Johan Meerman
- Guillaume Michiels
- Meindert Niemeijer

- Bob Nijkerk
- Pibo Antonius Pijnappel
- Johan Polak
- Louis Putman
- René Radermacher Schorer

- Joost Ritman
- Adriaan Schinkel
- Albert Struik
- Michaël Zeeman